# Utetheisa ruberrima
Utetheisa ruberrima är en fjärilsart som beskrevs av Rothschild 1910. Utetheisa ruberrima ingår i släktet Utetheisa och familjen björnspinnare. Inga underarter finns listade i Catalogue of Life.